# Калай-Клайтман, Зинаида
Зина Калай-Клайтман (Клейтман) ― израильский дипломат.

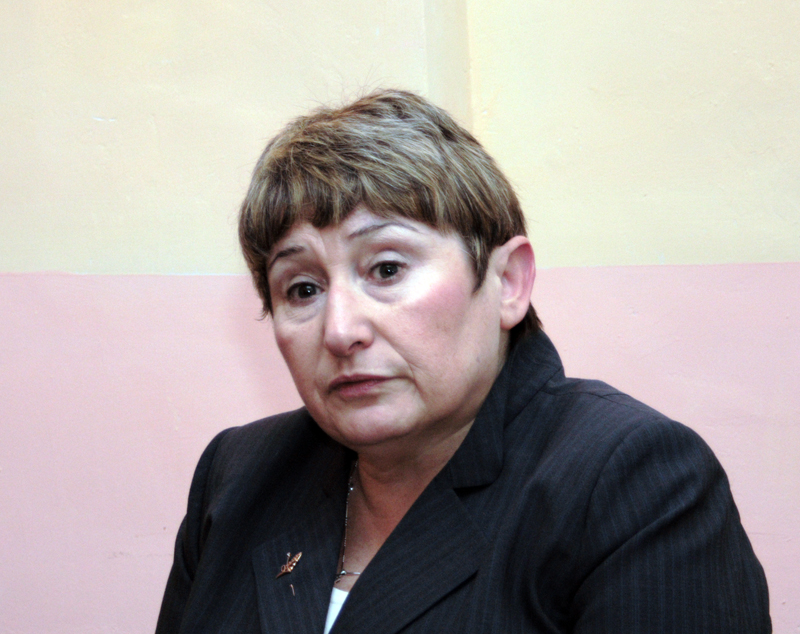
Зина Калай-Клайтман

Родилась в Кишинёве (Молдавская ССР) в семье инженера и работницы текстильной фабрики. Окончила Еврейский университет в Иерусалиме по специальности «советология».
Дипломатическую карьеру Калай-Клайтман начала в 1986 году. В 1995―1998 годах работала советником Посольства Израиля в Российской Федерации.
В 1998―2001 годах ― заместитель директора Департамента Евразии в Министерстве иностранных дел Израиля. С 2001 по 2005 ― советник министра-посланника в миссии Израиля в ООН.
В 2005―2007 годах работала в Бюро по вопросам диаспоры и межрелигиозных отношений Министерства иностранных дел Израиля.
В 2007-2011 годах — чрезвычайный и полномочный посол Израиля на Украине (третья кряду женщина-посол Израиля в этой стране).